# The Banquet
The Banquet (cinese: 夜宴, pinyin: Yèyàn, letteralmente "Il banchetto") è un film del 2006 diretto da Feng Xiaogang.

## Trama
Verso la fine della Dinastia Tang, il principe Wu Luan, amante delle arti della danza e della musica, è in esilio per amore, mentre la sua amata Wan va in sposa a suo padre. Il crudele Li, fratello dell'imperatore, lo fa assassinare e ne usurpa il trono, sposando Wan. Il suo obiettivo è uccidere anche Wu Luan, ma questi riesce a scampare all'agguato e torna in città in cerca di vendetta. Una serie di intrighi, complotti e doppi giochi condurranno al banchetto finale durante il quale si decideranno i destini degli uomini e dell'impero.